# Mildred Pierceová
Mildred Pierceová (angl. Mildred Pierce) je dramatický noir film režiséra Michaela Curtize z roku 1945 s Joan Crawfordovou v hlavní roli. Snímek byl natočen na motivy stejnojmenné knihy spisovatele Jamese M. Caina z roku 1941. Získal ze šesti nominací jednoho Oscara a to za nejlepší ženský herecký výkon v hlavní roli pro Joan Crawfordovou.

## Děj
V domě na pláži je zavražděn zbohatlík Monte Beragon (Zachary Scott) a Mildred Pierce (Joan Crawfordová) utíká směrem k molu, kde se slzami v očích uvažuje o sebevraždě. Když ji to překazí strážník, pokračuje Mildred v dešti zpátky do svého domu. Cestou potká Wallyho Faye (Jack Carson), starého známého. V hlavě se ji zrodí plán a tak vláká Wallyho do domu na pláži a nabídne mu pití. Pak uteče, nechajíc nic netušícího přítele s mrtvolou svého druhého manžela Monteho. Když se Wally snaží utéct, zadrží ho policie. Mildred je mezitím na cestě do své rezidence, kde ji čeká uplakaná dcera Veda (Ann Blythová) a policejní komisaři.
Inspektor Peterson (Moroni Olsen) odmítne jako podezřelého Wallyho a trvá na tom, že vrahem je Mildredin první manžel Bert Pierce (Bruce Bennett). Mildred předvolaná k výslechu musí s pravdou ven. Inspektor ji sděluje, že Pierce má nejen motiv (žárlivost) a nedokonalé alibi, ale také zbraň, která se našla vedle mrtvoly. Mildred začne teda mluvit a ve vzpomínkách vypráví chronologický příběh, kterého začátek sahá čtyři roky zpátky.
Mildred Pierce byla hospodyně se dvěma dětma a manželem, který pracoval jako realitní makléř. Jeho firemním partnerem byl Wally, se kterým se právě rozešel. Po příjezdu domů se pohádá s manželkou a ona ho vyhodí. Důvodem je jeho románek s bohatou paničkou Biederhof (Lee Patricková). Mildred se snaží svým dcerám Vedě a Kay (Jo Ann Marloweová) vysvětlit odloučení od otce. Aby mohla plnit neskromné požadavky rozmazlené starší dcery, najde si podřadnou práci v kuchyni. Zaměstná ji Ida (Eve Ardenová). Nejdřív pracuje v kuchyni, po pár týdnech je z ní nejlepší servírka. Její dcery nemají ponětí, co dělá a sama Mildred se za svou práci stydí. Po nocích pak peče dorty, které prodává. To vše, aby mohla vychovávat dvě děti.
Když po pár měsících Veda zjistí, že matka pracuje jako servírka, pohádají se a Mildred ji dá facku. To naruší už tak křehký a nekritický vztah matky a dcery. Mildred Vedu miluje a Kay zanedbává. Je však ochotna oběma holkám dát, co sama neměla. Rozhodne se proto otevřít vlastní restauraci. O pomoc si říká dávnému příteli Wallymu, aby ji sjednal schůzku s majitelem nemovitosti, kterou si vybrala. Šarmantní a lehkovážný Monte Beragon nejdřív s prodejem nesouhlasí, pak ale tlaku a kouzlu Mildred podlehne. Pro Mildred Pierce tak začíná nová etapa života, kdy se z domácí puťky stává úspěšná a bohatá podnikatelka.
Jednoho večera pozve Monte do svého domu na pláži Mildred a tam se ji dvoří. Je naprosto učarován jejím kouzlem. Odveze ji pozdě v noci domů, kde se Mildred potkává se svým mužem Bertem. Ten už dříve odmítl její požadavek o rozvod. Bert ji sděluje, že mladší Kay dostala zápal plic a leží v domě milenky Biederhofové, která zavolala lékaře. Bohužel, veškerá snaha o záchranu děvčátka je marná a Kay umírá. Po tragické události se matka ještě víc ulpí na Vedu a chce ji dopřát, co nejvíc. Z mladé nadané zpěvačky se stává ještě víc rozmazlenější a nevděčnější dcera.
Mildred otvírá jednu pobočku za druhou. Velkou oporou je jí kamarádka Ida a přítel Wally, který ji tajně celé ty roky miluje. Mildred má však oči jen pro Monteho. Postupem času se však i z nich stanou spíše přátelé, než milenci. Mildred po svých úspěších dotuje pokryteckého Monteho, který svým líným a benevolentním stylem života kazí Vedu. Ta je čím dál větší snob a svou matku při nejedné události zesměšní. Vedina lehkomyslnost dojde až tak daleko, že si v den svých sedmnáctých narozenin vezme bohatého Tedda Forrestera (John Compton). Jeho matka společně se svými právníky a Mildred udělají vše proto, aby byl svazek anulován. Mladá Veda však požaduje odškodné 10 000 $, čímž úplně šokuje matku. Ta ji nabízí pomoc i finanční prostředky. Po příchodu domů je Veda uspokojená tučným šekem, ale matka je naprosto zdrcena způsobem, jak k němu její dcera přišla. Když se na schodech pohádají a Mildred šek roztrhne, dá ji Veda facku. V tom ji matka vyžene z domu vyhrožujíc, že pokud tak neučiní, zabije ji.

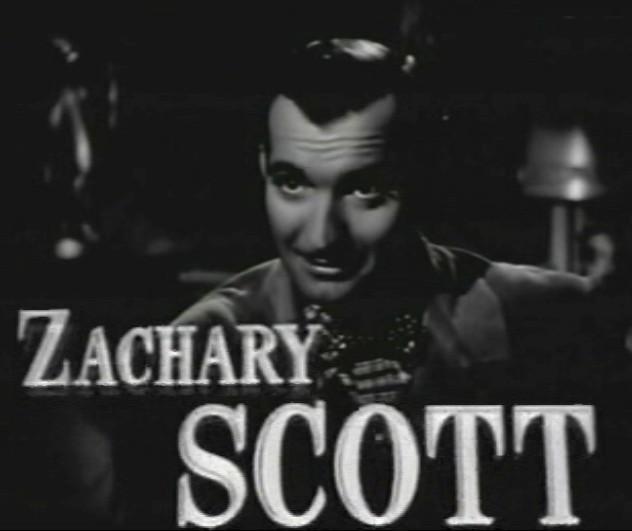
Filmový Monte Zachary Scott

Nešťastná Mildred se vydá po dlouhé době cestovat a odchází na měsíc do Mexika. Když se vrátí, je si víc než jistá, že chce získat dceru zpátky. Aby toho docílila, požádá Monteho o ruku. Veda na něj dá dopustit a je jim posedlá. Monte souhlasí jenom pod podmínkou, že Mildred na něj přepíše třetinu všech restaurací. Když ji druhý den telefonuje už rozvedený Bert, zve ji na večeři do podniku kamaráda Wallyho. Na jevišti uvidí zpívat svou dceru a Mildred naprosto oněmí. Jde za ní do šatny a prosí ji, aby se vrátila k ní do nového domu. Veda odmítá a jde pokračovat v kabaretním čísle.
S Bertovou pomocí se nakonec Veda nastěhuje do nového obydlí Beragonů, jak zní příjmení její matky. Mildred zahalená prací si nevšimne platonického vztahu mezi povýšeneckou Vedou a hrubiánem Montem. Taktéž nepostřehla kvůli své až přehnané důvěřivosti a posedlosti dítětem, že Monte svůj podíl prodal a její nový partneři nejsou spokojeni s podnikem. Wally vyhrožuje, že Mildred může přijít o všechno, pokud to brzo nezarazí.
Vyprávění komisaři ukončuje Mildred přiznáním se k vraždě. Peterson je však přesvědčen, že ona to nebyla a pouze kryje skutečného vraha. Ta nakonec přiznává, že vrahem je Veda. Když totiž odešla z práce, jela rovnou do domu na pláži za Montem, aby si s ním promluvila. Našla je v objetí nad pianem a Veda ji hned sdělila, jak se mají rádi, jak ji Monte nadbíhal, jak si ji vezme. Mildred vytáhla pistoli a chtěla ho zastřelit. Na poslední chvíli si to rozmyslí, zbraň zahodí na podlahu a uteče. Mezitím Monte odstrčí z náruče Vedu a říká ji, že nemá ani v nejmenším úmyslu si ji vzít. Když v tom ponižování nepřestane, Veda ho zastřelí. Mildred, která nemohla nastartovat auto a výstřely ještě uslyší, přiběhne zpátky. Chce zavolat policii, ale Veda ji dá za vinu to, jaká je, a tudíž i za tragický čin.
Psychologické dobové drama Mildred Piercová končí cynickým prohlášením inspektora Petersona v závěru výslechu se zdrcenou Mildred Pierce a jejím odchodem v náručí ex-manžela Berta.

## Obsazení

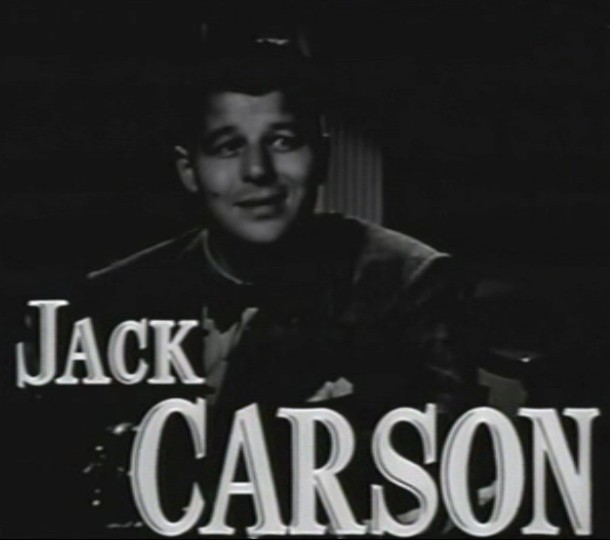
Jack Carson ztvárnil Wallyho Faye

| Joan Crawfordová  | Mildred Pierceová                |
| Jack Carson       | Wally Fay                        |
| Zachary Scott     | Monte Beragon                    |
| Eve Ardenová      | Ida Corwinová                    |
| Ann Blythová      | Veda Pierceová                   |
| Bruce Bennett     | Bert Pierce                      |
| Lee Patricková    | Paní Biederhofová                |
| Moroni Olsen      | Inspektor Peterson               |
| Jo Ann Marloweová | Kay Pierceová                    |
| John Compton      | Theodore 'Ted' Ellison Forrester |

## Produkce
Pro postavu Mildred byla původně zvažovaná Bette Davis, Barbara Stanwyck a Ann Sheridan, které to však odmítly. Pro postavu Vedy si producenti původně vyhlídli Shirley Temple. Bylo odmítnuto osm scénářů, než se film začal točit. Ruku k dílu přidal i slavný William Faulkner. Jeho část však nakonec nebyla použita. Premiéra filmu byla přesunuta na září 1945, kdy se čekalo, že v poválečné těžké atmosféře bude mít úspěch.

## Zajímavosti
Monteho plážový dům byl domem samotného režiséra Curtize. Postavili ho v roce 1929 a stál na adrese 26652 Latigo Shore Drive v Malibu v Kalifornii. V lednu 1983 během silných bouřek byl dům poškozen a zničen. Rozhlasová verze se vysílala od června 1949 do července 1954 a postavu Monteho namluvil sám Zachary Scott. Když v březnu 1946 získala Joan Crawfordová za přesvědčivé ztvárnění Mildred Pierce Oscara, ležela doma v nemoci. Ocenění za ni převzal režisér Curtiz. Crawford poslouchala rádio, a když zjistila, že vyhrála, pozvala tisk až do své ložnice, ve které přebírala cenu. Crawford později prohlásila, že "to byl její největší zážitek v životě".
Opojný snímek s Joan Crawfordovou (jejíž kariéra byla na ústupu), Curtizovým vedením dalších herců (Blythová, Ardenová, Carson), expresivními přesuny kamery ze slunné pláže do zakouřených stinných místností a hudbou Maxe Steinera jej právem dostal na seznam proslulého řebříčku 1001 filmů, které musíte vidět, než umřete.

## Srovnání s knižní předlohou
V románu Jamese M. Caina z roku 1941 je vypravěčem třetí osoba a děj plyne chronologicky. Ve filmu Michaela Curtize je vypravěčem samotná hlavní hrdinka a příběh se skládá po dlouhém výslechu na policejní stanici. Knižní verze vypráví příběh dlouhý devět let, kdežto snímek sděluje čtyři roky ze života Mildred Pierce. Knižní předloha je spíše psychologický thriller, který dává více prostoru postavě Vedy Pierce, a který z ní nedělá vraha, protože se žádná vražda Monteho Beragona nestane. Spousta postav se ve filmu ani neobjevila. Stejně tak snímek ve srovnání s novelou nepojednává o prohibici a hospodářské krizi.

## Ocenění

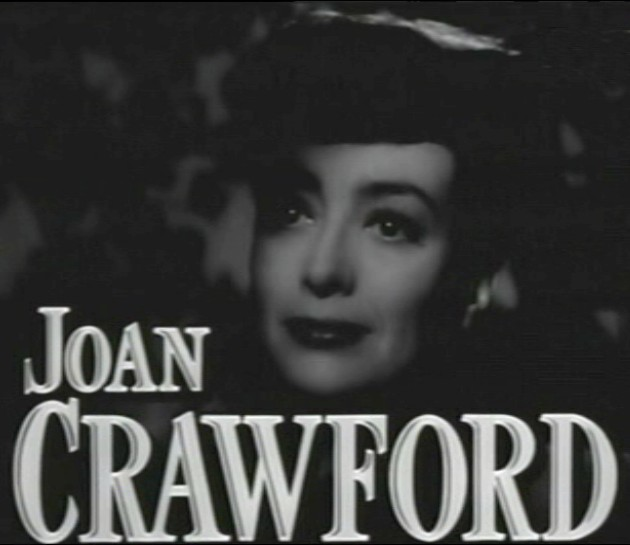
Joan Crawfordová jako Mildred Pierceová

### Oscar
- Nejlepší herečka – Joan Crawfordová (cena)
- Nejlepší film – Warner Bros. (nominace)
- Nejlepší vedlejší herečka – Eve Ardenová (nominace)
- Nejlepší vedlejší herečka – Ann Blythová (nominace)
- Nejlepší scénář – Ranald MacDougall (nominace)
- Nejlepší kamera (ČB) – Ernest Haller (nominace)